# Knipmes
Een knipmes, klapmes of vouwmes is een opvouwbaar mes waarvan het lemmet zijdelings uit het heft kan worden geklapt. Dit kan handmatig (zoals bij een zakmes) of door middel van een drukmechanisme waarbij het lemmet met een druk op een knop of hendel uit het handvat schiet. Het tweede type is eveneens een soort springmes.
Alle automatisch openende messen zijn in Nederland sinds 1 mei 2012 verboden. Tot deze datum waren ze toegestaan tot een lemmetlengte van 9 cm indien de breedte 14 mm of meer was. Onder de 7 cm was de breedte vrij. De messen mochten niet voorzien zijn van een stootplaat.